# Маріан Драгулеску
Маріан Драгулеску (рум. Marian Drăgulescu, нар. 18 грудня 1980 року) — румунський гімнаст, призер Олімпійських ігор, чемпіон світу та Європи.
Коронні види Маріана Драгулеску — опорний стрибок та вільні вправи. Вперше виступив на високому рівні на чемпіонаті світу 1999 року. Наступного року на чемпіонаті Європи-2000 він виграє свої перші медалі: золото у вільних вправах, срібло в командній першості і бронзу в абсолютній першості. Того ж року він брав участь у своїй першій Олімпіаді, де кваліфікувався у фінал з вільних вправ і посів шосте місце. У 2001 і 2002 роках він виграв золоті медалі на чемпіонатах світу у вільних вправах та опорному стрибку.
Найвдалішим у кар'єрі для Драгулеску став 2004 рік. Він здобув чотири золоті медалі чемпіонату Європи, а також три медалі на літніх Олімпійських іграх 2004 року: срібло у вільних вправах, бронзу у опорному стрибку та командній першості. В опорному стрибку в Маріан Драгулеску виконав новий надзвичайно складний стрибок, який відтоді носить його ім'я (подвійне сальто з напівобертом) і отримав від суддів 9,9 бала, найвищий результат на чемпіонатах світу і Олімпійських іграх з 1995 року. Щоб посісти перше місце, враховуючи таку високу оцінку за першу спробу, в другому стрибку Драгулеску мав просто вдало приземлитеся і золото йому гарантовано. Проте Драгулеску впав та цілком провалив другу спробу, що відкинуло його на третє місце.
У 2005 році він знову став чемпіоном світу в опорному стрибку і вільних вправах. У 2007 році на чемпіонаті Європи Драгулеску отримав серйозну травму, внаслідок невдалого приземлення під час виконання вільних вправах. Після відновлення виступив на Олімпійських іграх 2008 року, але не зміг здобути медалі цього разу.
Загалом Драгулеску здобув за спортивну кар'єру: 8 золотих, 1 срібну медалі чемпіонатів світу; 9 золотих, 3 срібні та 2 бронзові медалі чемпіонатів Європи.